# Gold Dust Trio
Il Gold Dust Trio era un gruppo di promoter che controllò il mondo del wrestling durante gli anni venti del XX secolo, introducendo diversi elementi di innovazione che trasformarono il wrestling da uno sport a un'esibizione pseudocompetitiva.
Il Trio era composto dal wrestler Ed "Strangler" Lewis e dal suo manager Billy Sandow, così come dall'ex wrestler Joseph "Toots" Mondt.